# بادمي أميدالا
بادمي أميدالا هي شخصية خيالية في عالم حرب النجوم، وظهرت في الثلاثية التالية ومثلت دورها الممثلة ناتالي بورتمان. وهي ملكة كوكب نابو وزوجة أناكين سكاي ووكر.

## الظهور

### الحلقة السادسة: عودة الجيداي
لم تظهر بادمي أو تذكر في الحلقة السادسة، لكن تم التلميح إليها. ففي مشهد قرية الإيووك على كوكب إندور، يسأل لوك سكاي ووكر الأميرة ليا عما إذا كانت تذكر "أمهم الحقيقية" فتجيب أنها "توفيت عندما كانت ليا صغيرة، وتقول أيضا إنها "كانت جميلة وطيبة... ولكنها حزينة" في حين أنه قال أنه لا يذكر شيئا عنها. لكن مشهد وفاة بادمي بعد ولادة التوأم يتعارض مع هذا، لكن لوكاس لم يوضح الأمر بخصوص هذا، وترك كلام ليا رهن تفسير المشاهد.

### الحلقة الأولى: تهديد الشبح
ظهرت بادمي بوصفها ملكة كوكب نابو المنتخبة ذات الأربعة عشر عاما، وكانت تحاول إنهاء احتلال الكوكب من قبل اتحاد التجارة. حاولت التفاوض مع رئيس الاتحاد نوت غونراي لكنه حاول اغتيالها. وكذلك حاول الشرير دارث مول قتلها، لكنها تهرب بمساعدة من كوي غون جين وتلميذه أوبي وان كينوبي، ويضطرون للهبوط على كوكب تاتوين القاحل. تنكرت بادمي في زي خادمة، وقابلت العبد أناكين ذو التسع سنوات وأمه شمي. أعطاها أناكين تميمة على قلادة جلدية. وشهدت نيله لحريته بعد انتصاره في سباق العربات.
وصلت بادمي إلى كوكب كوروسكانت، وتشاورت مع السناتور بالباتين لمناشدة مجلس الشيوخ لحل النزاع بين نابو واتحاد التجارة. وأقنعها بتقديم طلب لمجلس الشيوخ بعزل المستشار الأعلى فينيس فالوروم من منصبه وانتخاب بالباتين مكانه. تعود بادمي إلى نابو للقتال من أجل حرية كوكبها، وتتمكن من الانتصار بعد أن جمعت في صفها محاربي الغونغان بقيادة جار جار بينكس. تقوم قوات بادمي باجتياح قاعة العرش وقبضت على نائب الملك، وأنهت حصار اتحاد التجارة. وأقيم احتفال للإعلان عن الوحدة بين نابو وشعب الغونغان.

### الحلقة الثانية: هجوم المستنسخين
أصبحت بادمي عضوة في مجلس الشيوخ عن كوكب نابو، وقادت الفريق المعارض لقانون الإنشاء العسكري، التي من شأنه إنشاء جيش من المستنسخين للجمهورية، وذلك بعد تهديدات بوجود حركة انفصالية. تتعرض بادمي لمحاولة اغتيال فاشلة فور وصولها لكوكب كوروسكانت لتدلي بصوتها، وكان المنفذ قاتلا استأجره اتحاد التجارة. يتم تعيين أوبي وان وأناكين لحمايتها. أرسلها بالباتين لتختبئ في نابو، حيث نشأت علاقة بينها وبين أناكين.
أحس أناكين أن والدته في خطر، فترافقه بادمي إلى تاتوين لكي ينقذها من شعب الرمال. يجد أناكين أمه ميتة ويعود بجثتها، ثم يعترف لبادمي أنه قتلهم جميعا. وقد انزعجت بادمي مما قام به أناكين، ولكنها واسته.
يتلقى الاثنان رسالة من أوبي وان على كوكب جيونوسيس، لكن يتم القبض عليهما هناك ويحكم عليهما بالإعدام من قبل زعيم الانفصاليين كونت دوكو. يتم إنقاذهم في اللحظة الأخيرة من قبل ميس ويندو ويودا مع جيش من الجيداي. هذه المعركة تمثل استهلالا لحروب المستنسخين. تتزوج بادمي من أناكين في حفل سري في نابو ويشهد عليه الآليان آر ت ودي تو وسي ثري بي أو.

### الحلقة الثالثة: انتقام السيث
عاد أناكين سكاي ووكر من معركة كوروسكانت، وأبلغته بادمي أنها حامل. تراقب بادمي السيناتور بالباتين بشك متزايد وهو يوسع سلطته شيئا فشيئا على حساب مجلس الشيوخ والقضاء. وفي ذات الوقت، تلاحظ بادمي أن أناكين قد بدأ يتغير (وذلك بعد أن حلم أنها ستموت أثناء الولادة). وأدى خوف أناكين إلى أن يتحول إلى الجانب المظلم من القوة بعدما وعده بالباتين بمنحه القدرة على منع موتها بأن يصبح معاونه الجديد.
أعلن بالباتين الأحكام العرفية وحول الجمهورية إلى إمبراطورية مجرية وجعل نفسه إمبراطورا، وقالت بادمي لصديقها السيناتور أورغانا؛ «هكذا تموت الحرية، بتصفيق مدوّ». أخبرها أوبي وان كينوبي أن أناكين أصبح من السيث وأنه قتل الجميع في معبد الجيداي، بمن فيهم الأطفال. رفض بادمي تصديقه، ولكنها اتجهت إلى كوكب موستافار البركاني لترى إن كان كينوبي يقول الحقيقة. ثم تواجه أناكين وتطلب منه ترك بالباتين والفرار معها. تدرك بادمي أن أناكين قد تحول فعلا للجانب المظلم، وظلت تحاول إقناعه بشتى السبل. لكن أناكين يشاهد أوبي وان يخرج من السفينة (وكان مختبئا بداخلها)، فيتّهم بادمي بخيانته ويقوم بخنقها حتى فقدت الوعي.
اشتبك أوبي وان مع أناكين وهزمه وتركه لحتفه، ثم أخذ بادمي إلى قاعدة بوليس ماسا السرية. ورغم جهود الآليين الأطباء، ماتت بادمي بعد ولادة التوائم لوك وليا، وظلت تردد في أنفاسها الأخيرة أن أناكين ما يزال يحتفظ بالخير في داخله. بعد يتم تبديل هيئتها لتظهر وكأنها لا تزال حاملا وأقيمت لها جنازة كبيرة في كوكب نابو.

### حروب المستنسخين (2003)
ظهرت بادمي أميدالا في ثمانية فصول من مسلسل حرب النجوم: حروب المستنسخين على كارتون نتورك. وهي تعيش في عزلة كوكب كوروسكانت وتراسل أناكين الذي يقاتل في حروب المستنسخين.

### حروب المستنسخين (2008)
ظهرت بادمي أميدالا في فيلمها الرابع حرب النجوم: حروب المستنسخين. في الفيلم يتم اختطاف ابن جابا ذا هات الذي يرى أن الجمهورية مسؤولة عن ذلك، تجتمع بادمي مع زيرو عم جابا ليسمح لها بالتفاوض مع جابا، لكنه أبعدها عن قصره. واكتشفت لاحقا أن زيرو متواطئ مع الكونت دوكو، وأنه قام بخطف ابن جابا ليقرر الأخير الانتقام ما سيفضي لموته، ويصبح زيرو زعيم عشيرة الهات. يتم وضعها في السجن، لكنها تحتال على الآليين وتنجح بالاتصال بفريقها. وعندما أراد زيرو التخلص منها، أتى سي ثري بي أو ومعه فرقة من الحرس لإنقاذها. وقاموا بتدمير حرس زيرو والقبض عليه، واتصلوا بجابا ذا هات الذي وعد بإنزال العقاب على زيرو.
في المسلسل التلفزيوني اللاحق، تظهر بادمي وهي تعمل مع مجلس الشيوخ لوضع حل سلمي لحرب، وظهرت وهي تقاتل في عدة حلقات. وقد ظهرت في ما مجموعه 28 حلقة في المسلسل، وأنتجت ثلاثية من الحلقات كانت فيها المحور الرئيسي حيث تلتقي بصديقها القديم راش كلوفيس لكنها أزيلت لأسباب غير معروفة ووضعت لاحقا كحلقات إضافية في إصدارات أخرى.

### أدب حرب النجوم
تكلمت عدة قصص مصورة وروايات عن خلفية بادمي قبل ظهورها في الثلاثية الثانية. في القصة المصورة «حلم صيفي» من إنتاج تيري مور والتي أدخلت في حكايات حرب النجوم 5 (2000) وتدور قبل أحداث تهديد الشبح، كانت بادمي أميرة مدينة ثيد عاصمة كوكب نابو. ويقع في حبها شاب يدعى إيان لاغو، لكنها تضع واجبها فوق سعادتها الشخصية وترفضه. لاغو هو نجل أحد مستشاري الملك فينورا حاكم نابو.
في عباءة رواية الخداع (2001) بقلم جيمس لوسينو، يضطر الملك فيرونا للتنازل عن العرش بعد اتهامه بالفساد. انتخبت بادمي ملكة على نابو واتصلت مع بالباتين وأبلغته أن فيرونا قد قتل في ظروف غامضة. وتناقشت مع بالباتين عن الأحداث التي أدت إلى حصار اتحاد التجارة على نابو.
يركز أدب حرب النجوم على مسيرة بادمي كحاكمة على نابو. تركز رواية حرب النجوم الحلقة الأولى: أميدالا (1999) بقلم جود واتسون على بدايات مسيرة بادمي أميدالا وهروبها من اتحاد التجارة. تروي قصة تميمة الملكة (1999) بقلم جوليان بالمن الصداقة بين بادمي ووصيفتها سابي قبل أحداث فيلم تهديد الشبح.
يظهر دور بادمي في التصدي لسلطة بالباتين في رواية متاهة الشر بقلم جيمس لوسينو (2005). ورغم قلقها من تقييده للحريات، فهي تثق أنه سيعيد السلطة حالما تنتهي الأزمة.
أما في الروايات والقصص المصورة التي تحدث بعد الثلاثية الثانية فإن بادمي تظهر بشكل صور مجسمة وكذكريات من الماضي. في قصة الملك النجار بقلم تروي دينينغ (2005)، وهو الكتاب الأول من ثلاثية عش الظلام وتقع أحداثه بعد 35 سنة من أحداث فيلم أمل جديد، يكتشف لوك سكاي ووكر تسجيلا طيفيا عمره 54 عاما وسجله آر ت دي تو. وفيها يقوم أناكين بإخبار بادمي عن رؤياه بأنها ستموت أثناء الولادة. هذه هي المرة الأولى التي يرى لوك أمه. ويكتشفان تسجيلا طيفيا آخر يروي محادثة بين بادمي وأوبي وان. ومنه يسمعان اسم أمهما أول مرة. وفي آخر روايات الثلاثية، حرب الأسراب، يشهد لوك وليا تسجيلا به وفاة والدتهما وولادتهما.

## الشخصية

### صنع الشخصية
في المسودات الأولية لقصة حرب النجوم، لم تتطور شخصية أم لوك وليا بشكل كافي. وذكر الكاتب ديف بولوك أن الاسم الأصلي لشخصية لوك سكاي ووكر كان «لوك ستاركيلر»، وأن ليا هي ابنة أوين لارس عم لوك، ما يجعلهما أبناء عم. وكان لوكاس قد تحدث في مقابلة عن تطور الشخصيات في المسودات حول أوبي وان ولوك وليا، وتغيير صفاتهم الشخصية، لكنه لم يتحدث عن الأم.
ذكر مؤرخ الأفلام لوران بوزورو أن المسودة الثانية من فيلم «عودة الجيداي» بها حوار بين لوك وكينوبي، ويفسر فيه الأخير أن لوك لديه أخت توأم، وأن أمهما هربت بها إلى كوكب بعيد وماتت بعدها بقليل، وتم تبني الطفلة من قبل حاكم كوكب ألديران. ذكر لوكاس أنه لم يقم بتطوير دور الأم، رغم أنه جهز خلفيتها. كما ناقش مع كاتبي السيناريو فكرة تذكر لوك وليا لأمهما، كي تشكل نواة الحلقات القادمة.
في فيلم «انتقام السيث» لا يفسر لوكاس كيف أن ليا تتذكر أمها الحقيقية. مدح الناقد بيتر ترافرس من مجلة رولينغ ستون محاولة لوكاس للجمع بين الثلاثيتين، إلا أنه لم يجمعها بشكل جيد، فأهان ما قدمته الثلاثية الأصلية.] عندما وضع لوكاس مسودات فيلم «تهديد الشبح»، أراد وضع صلات بين بادمي والأميرة ليا.

### الدور
قام جورج لوكاس وريك مكالوم وروبن غولاند باختبار أكثر من 200 ممثلة للدور. واختاروا ناتالي بورتمان ذات الستة عشر عاما للعب الدور. وكما ذكروا في ملاحظات الإنتاج، فقد أرادوا شابة بمظهر إمبراطوري ولكن يظهر أنها ضعيفة وعرضة للهجوم. وكان أداء بورتمان في فيلم ليون (1994) وفتيات جميلات (1996) قد أعجب لوكاس. وقال لوكاس «كنت أبحث عن امرأة شابة وقوية لتشبه صفات ليا. وكانت بورتمان تمتلك هذه الصفات وأكثر».
المميز في اختيار بورتمان أنها لم تكن من هواة حرب النجوم ولم تشاهد الأفلام. وذكرت أن أقاربها كانوا مهووسين بالسلسلة، ولم يصدقوا أنها اشتركت بها. وذكرت في مقابلة مع سي إن إن أنها شاهدت الأفلام وأعجبت لكنها ما زالت لا تدرك سر الهوس الكبير بها. لكنها أحبت الدور ورأت أنه سيكون أمثولة للفتيات بوضع صورة فتاة شابة وقوية وذكية.
في «تهديد الشبح» أدت بورتمان دور شخصيتها التي تصغرها في العمر. أما في «هجوم المستنسخين»، فقد كبرت شخصيتها عشر سنوات، بينما كبرت بورتمان خمس سنوات فقط بين الفيلمين.
كانت ناتالي قد وقعت على تمثيل الدور في الأفلام الثلاثة. وكانت آراء النقاد مختلفة بشأنها. فقد وصف جيمس بيراردينيلي تمثيلها في «تهديد الشبح» بالفعال، لكن أنلي إلينغسون من مجلة بوكس أوفيس قالت: «تمثيلها كان جامدا ومسطحا، وأعاقته الأزياء، التي رغم كونها جميلة، فقد كانت عبئا عليها». أما مايك كلارك من يو إس أيه توداي فقد اعترض على أداء بورتمان وكريستنسن، وقال «كلاهما يتحدثان بنبرة رتيبة ما يزيد ن أثر الموت على المشهد، أما في المشاهد التي يظهر فيها كريستنسن وحده، فيجد المشاعر في نبراته المحدودة». أما في فيلم «انتقام السيث»، فقد انتقد إد هالتر تمثيل كريستنسن وبورتمان، وقال «شخصية الجنرال غريفوس الكمبيوترية، وشخصية R2D2 الآلية أظهرت مشاعر أكثر منهما». وعلى الجانب الآخر، فقد وصف ميك لاسال، من سان فرانسيسكو كرونيكل، أداء بورتمان في الحلقة الثالثة بأنه «منمق ومتعاطف».
لام النقاد أداء بورتمان على إخراج لوكاس ونصه. فقد هاجم روجر إيبرت الحلقة الثانية لتغليبها العلاقة الرومانسية بين بادمي وأناكين ولم يعرض سوى الأفكار الرومانسية المستهلكة. وقدم تقييما مماثلا للحلقة الثالثة: «القول بأن لوكاس لا يمكنه كتابة مشهد حب هو استهانة بقدره، فبطاقات المعايدة بها مشاعر أكثر». كما انتقد أيضا تود مكارثي من مجلة فارايتي نواقص لوكاس في هذا المجال وأشار إلى أن هذا أعاق أداء بورتمان.

## الأزياء
|                                                                               |  |  |
| رداء ملكي منغولي على اليمين، يقابله الزي السيناتوري لبادمي أميدالا على اليسار |  |  |

تم تصميم أزياء كثيرة لشخصية بادمي أميدالا من قبل المصممين والفنانين في لوكاس فيلم. وكان شخصية ديل أردن من فلاش غوردون من أهم مصادر الوحي للثياب، تماما كشخصية الأميرة ليا. تم تصميم الثياب في الحلقة الأولى من قبل الفنان أيان مكايغ ومصممة الأزياء تريشا بيغار؛ ثم انضم إليهما ديرموت باور في الحلقة الثانية. وعملت بيغار كمصممة أزياء في الأفلام الثلاثة. وقد تم اقتباس الأزياء من عدة أزياء ملكية تاريخية في ثقافات مختلفة. فعلى سبيل المثال، فالزي الذي ترتديه بادمي وهي تخاطب مجلس الشيوخ في الحلقة الأولى مستوحى من زي الإمبراطورة بورته زوجة جنكيز خان، وحكام آخرين في بداية القرن العشرين. أما الزي الذي ارتده في الحلقة الثانية مستوحى من زي من القرن السابع عشر في صورة الدوقة الكبرى كسينيا أليكساندروفنا صورت عام 1903.
أراد لوكاس إظهار الأزياء في الثلاثية الثانية بشكل أكثر إتقانا من الثلاثية الأولى، لتوضيح أن المجتمع قبل الحرب كان أكثر رقيا. وذكرت تريشا بيغار أنه تم تخصيص ثلاثة أثواب لشخصية بادمي، لكن لوكاس قرر تخصيص أزياء أخرى لها.

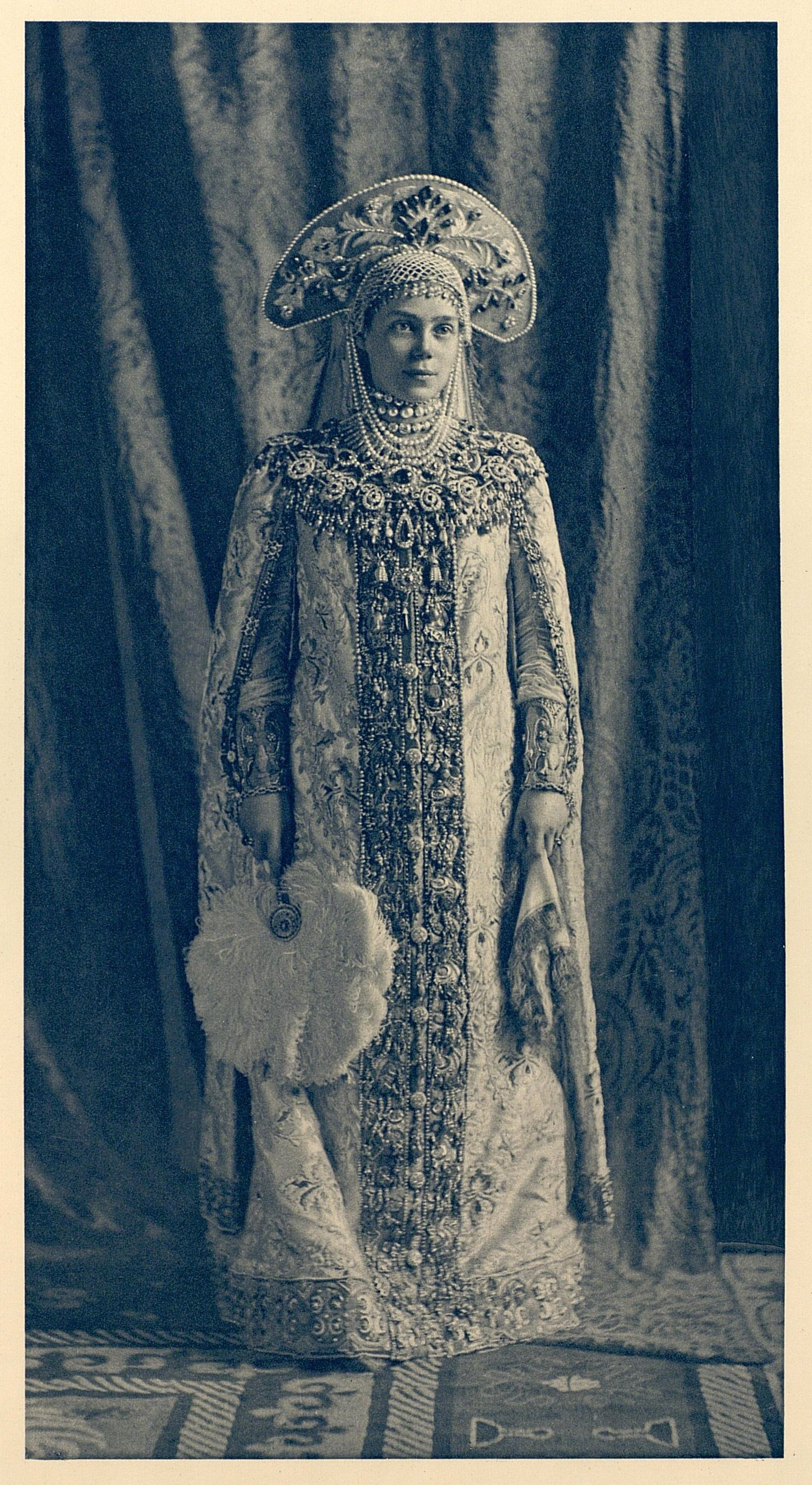
الدوقة كسينيا أليكساندروفنا عام 1903، أحد مصادر أزياء بادمي

وبالإضافة للجماليات، فقد أراد لوكاس أن يعكس محاور القصة في الثياب. ففي الحلقة الثانية أراد إظهار الناحية الرومانسية في القصة، فاقترح أن تكون الثياب جذابة. أما في الحلقة الثالثة استخدم أليافا من نوعية ناعمة لتوضيح فكرة حملها.
بعض الأزياء التي صممتها بيغار لم تظهر في النسخة النهائية. فمثلا في الحلقة الثالثة، صممت بيغار ثوبا بشكل طاووس وثوبا مخمليا أخضر. ذكرت بيغار أن ثوب الطاووس كان من بين التصاميم المفضلة لديها. استخدم ثوب الطاووس في ملصق الفيلم، بينما استخدم الثوب الأخضر في مشهد صور لاحقا وأدخل في إصدارات أخرى ويظهر على غلاف إصدار الدي في دي.
عرضت عدة من أزياء بادمي من الحلقة الأولى في مجلة هاي فاشن اليابانية عام 1999. بينما عرضت أزياء الحلقة الثانية في مجلة فوغ عام 2002. كما عرضت الأزياء عام 2005 في معرض معهد غاشن للتصميم والتسويق في لوس أنجلس. وربحت تريشا بيغار جائزة زحل عن أفضل أزياء عام 2000 عن «تهديد الشبح» وعام 2003 عن «هجوم المستنسخين». كما ترشحت لنفس الجائزة عن «انتقام السيث» عام 2006، ولكنها خسرتها لصالح إيزيس موسندن عن فيلم سجلات نارنيا: الأسد، الساحرة وخزانة الملابس.

## قراءات أخرى
- Biggar, Trisha. Dressing a Galaxy: The Costumes of Star Wars. New York: Harry N. Abrams, 2005. ISBN 0-8109-6567-4.
- Hanson, Michael J., and Max S. Kay. Star Wars: The New Myth. Philadelphia: Xlibris, 2002. ISBN 1-4010-3989-8.
- Luceno, James. Star Wars: Revenge of the Sith: The Visual Dictionary. New York: DK Publishing, 2005. ISBN 0-7566-1128-8.
- Reynolds, David West. Star Wars Episode I: The Visual Dictionary. New York: DK Publishing, 1999. ISBN 0-7894-4701-0.
- Reynolds, David West. Star Wars: Attack of the Clones: The Visual Dictionary. New York: DK Publishing, 2002. ISBN 0-7894-8588-5.
- Wallace, Daniel. The New Essential Guide to Characters. New York: Del Rey, 2002. ISBN 0-345-44900-2.
- Wallace, Daniel. "Republic HoloNet News Special Inaugural Edition 16:5:24." Star Wars Insider 84 (September 2005).
- Wallace, Daniel. "Tatters of the Republic." Star Wars Insider 86 (December 2005).
- Wallace, Daniel. "Who's Who in the Delegation of 2000." Star Wars Insider 85 (November 2005).
- Wallace, Daniel, and Kevin J. Anderson. The New Essential Chronology. New York: Del Rey, 2005. ISBN 0-345-49053-3.

## وصلات خارجية
- Padmé Amidala at the Official Star Wars Encyclopedia
- Dressing A Galaxy: The Costumes of Star Wars, an exhibit at the Fashion Institute of Design & Merchandising.